# Lista de bairros e distritos de Santa Quitéria (Ceará)
A cidade de Santa Quitéria está dividida em 16 bairros.

## Bairros
| #   | Bairro                              | População   |
| --- | ----------------------------------- | ----------- |
| 1°  | Planalto da Piracicaba              | 11.936 hab. |
| 2°  | Pedra da Saudade                    | 6.031 hab.  |
| 3°  | Cinzas                              | 849 hab     |
| 4°  | Cohab                               | 1.058 hab.  |
| 5°  | Diro Moreira (Arco)                 | 836 hab.    |
| 6°  | Manduca Penteado                    | 143 hab.    |
| 7°  | Wagner Andrade                      | 314 hab.    |
| 8°  | Boa Vida                            | 5.972 hab.  |
| 9°  | Centro                              | 5.736 hab.  |
| 10° | Luis Dermeval de Andrade (Botafogo) | 1.495 hab.  |
| 11° | Primavera                           | 3.501 hab.  |
| 12° | Flores                              | 5.489 hab.  |
| 13° | Menezes Pimentel                    | 2.946 hab.  |
| 14° | Edson Lobo (Pereiros)               | 9.974 hab.  |
| 15° | Conviver                            | 100 hab.    |
| 16° | Alto do Cristo                      | 602 hab.    |